# 乌迭二世
乌迭二世（Outay II，1739年—1777年），又名涅列列謝二世（នារាយណ៍រាជាទី២，Neareay Reachea II），柬埔寨國王，1758年至1775年在位。本名安敦（អង្គតន់，Ang Ton）。越南史料稱之為匿螉尊（Nặc Ông Tôn），是高棉語（Neak-Angk-Tau）的音譯。
烏迭二世是王子Ang Sor之子。1757年，吉·哲塔七世死後，柬埔寨陷入內亂。他逃往到河僊鎮。他接受了河僊鎮都督鄚天賜的庇護，成為鄚天賜的養子。鄚天賜出兵支持他回到柬埔寨繼位。烏迭獲得王位後，為了答謝鄚天賜，便將尋奔、楓龍、香澳、芹渤、真森、柴末、靈瓊七府之地送給河僊。鄚天賜以其地獻給阮主，阮主令河僊鎮統領之。
另一位王位覬覦者昂嫩自暹羅回國，在暹羅的支持下，與烏迭爭奪王位。烏迭出奔越南避難，安农遂即位，是為安农二世。1769年，阮福淳遣阮久潭、陳福成二將攻打柬埔寨，驅逐安农，扶烏迭復位。然而，越南爆發西山之亂，安农趁機在暹羅支持下再次爭奪王位。烏迭二世苦於暹羅的進攻，於1775年被迫讓位給安农二世。作為回報，安农授予烏迭「共治太上王」（Maha Upayuvaraja）的稱號；烏迭的哥哥安丹（អង្គតាំ）授予副王稱號，成為王位的推定繼承人。越南史料稱安农為第一國王、烏迭為第二國王、昂丹為第三國王。但這個安排被證實不能令人滿意，翌年副王安丹被謀殺，不久烏迭也突然死亡，柬埔寨人普遍懷疑烏迭遭到安农的謀殺。
| 乌迭二世 出生于：1739年逝世於：1777年 | 乌迭二世 出生于：1739年逝世於：1777年 | 乌迭二世 出生于：1739年逝世於：1777年 |
| 統治者頭銜                            | 統治者頭銜                            | 統治者頭銜                            |
| ------------------------------------- | ------------------------------------- | ------------------------------------- |
| 前任： 列密提巴迭五世                 | 柬埔寨君主 1758年—1775年              | 繼任： 安農二世                       |